# Kabinet soproge Jovanke Broz
Kabinet soproge Jovanke Broz je bil delovni urad Maršalata SFRJ pod vodstvom Jovanke Broz, preko katerega je urejala protokolarne, kadrovske, intendantske,... zadeve znotraj Maršalata.